# Pod Lysou horou
Pod Lysou horou je přírodní památka v Krušných horách v okrese Teplice. Nachází se na jihovýchodním úpatí Lysé hory západně od Fojtovic u Krupky. Předmětem ochrany jsou přechodová rašeliniště a horské sečené louky s výskytem vzácných a chráněných druhů rostlin, ke kterým patří například prha arnika, tučnice obecná pravá nebo vítod douškolistý.

## Historie
Území přírodní památky bylo odlesněno už ve středověku v souvislosti s velkou spotřebou dřeva při těžbě a zpracování rud. Odlesněné oblasti se poté využívaly k pastvě dobytka a pěstování méně náročných zemědělských rostlin. Před polovinou devatenáctého století se v severní polovině území nacházely podmáčené loučky, zatímco v jižní části rostla jehličnatá tyčovina. V padesátých letech dvacátého století oblast pokrývaly louky a probíhalo zalesňování smrkem ztepilým. Přesto už v té době existovaly bezlesé partie rašelinných světlin. V důsledku imisní kalamity ve druhé polovině dvacátého století zde došlo k rozsáhlému úhynu vzrostlých smrků a holiny byly po odtěžení dřeva zalesňovány nepůvodním smrkem pichlavým.
Chráněné území vyhlásil krajský úřad Ústeckého kraje dne 16. března 2019. Přírodní památka je v Ústředním seznamu ochrany přírody evidována pod číslem 6181.

## Přírodní poměry
Chráněné území měří 2,4189 hektaru, nachází se v nadmořské výšce 762–777 metrů v katastrálním území Fojtovice u Krupky a je součástí rozsáhlé evropsky významné lokality Východní Krušnohoří a ptačí oblasti Východní Krušné hory. Nachází se na území přírodního parku Východní Krušné hory.

### Abiotické podmínky
Přírodní památka leží v Krušných horách na jihovýchodním úpatí Lysé hory, která je součástí podcelku Loučenská hornatina a okrsku Cínovecká hornatina. Nadmořská výška terénu roste od jihovýchodu k severozápadu. Geologické podloží tvoří biotit-muskovitická ortorula překrytá čtvrtohorními svahovými sedimenty. Na nich se vyvinul půdní typ podzol kambický a na některých místech se nacházejí ložiska rašeliny.
Centrální částí území protéká směrem od západu k východu drobný potok, který pramení asi 400 metrů západně od přírodní památky. Severně od Fojtovic se vlévá do Mohelnice, a patří tedy k povodí Labe. Koryto potoka v chráněném území bylo v minulosti uměle prohloubeno. Na rozhraní louky a lesa vede meliorační kanál, který je částečně zaplavený a z části zrašeliněný. Území leží v chráněné oblasti přirozené akumulace vod Krušné hory.
V rámci Quittovy klasifikace podnebí leží přírodní památka v chladné oblasti CH6, pro kterou jsou typické průměrné teploty −4 až −5 °C v lednu a 14–15 °C v červenci. Roční úhrn srážek dosahuje 1000–1200 milimetrů, sníh zde leží 120–140 dní v roce. Mrazových dnů bývá 140–160, zatímco letních dnů jen 10–30. Průměrná roční teplota se pohybuje v rozmezí 5–6 °C.

### Flóra a fauna
Ve fytogeografickém členění se lokalita nachází v oblasti mezofytika, konkrétně v okresu Krušnohorské podhůří vlastní, ale asi 300 metrů severovýchodně probíhá hranice s oreofytickou oblastí. V biogeografickém členění leží v Krušnohorském bioregionu.
Přírodní památku tvoří dva ekosystémy, které jsou předmětem ochrany. V severní třetině území se nachází jednosečná horská koprníková louka (35 % rozlohy) s výskytem prhy arniky (Arnica montana) a vítodu douškolistého (Polygala serpyllifolia). Prha zde roste na třech místech v celkové početnosti desítek jedinců, zatímco populace vítodu dosahuje stovek exemplářů. Necelou desetinu rozlohy zaujímají přechodová rašeliniště a třasoviska, kde roste v počtu několika desítek jedinců tučnice obecná (Pinguicula vulgaris), která spolu s vítodem douškolistým patří k nejvýznamnějším druhům v chráněném území. Dalšími ohroženými druhy vázanými na rašeliniště jsou část populace vítodu douškolistého, prstnatec plamatý pravý (Dactylorhiza maculata) a vranec jedlový (Huperzia selago).
Ekosystémem v jižní části chráněného území je podmáčená smrčina, která ve zdejším prostředí představuje potenciální přirozenou vegetací. Mezi vzácnější druhy rostlin, které se v ní vyskytují, patří žebrovice různolistá (Blechnum spicant).
Faunistický průzkum území nebyl proveden.

## Přístup
Chráněné území je nepřístupné, ohraničené drátěným oplocením. Podle západní hranice vede červeně značená místní turistická trasa, která je součástí okruhu krajinou severozápadně od Krupky. Úsek okolo přírodní památky začíná na rozcestí Pod Komáří hůrkou a vede směrem k severozápadu, kde křižuje červeně značenou evropskou dálkovou trasu E3 mezi Cínovcem a Komáří hůrkou, a končí na rozcestí Pod Sedmi štíty.